# كليمنت فاسكيز بيلو
كليمنت فاسكيز بيلو (بالإسبانية: Clemente Vázquez Bello)‏ هو سياسي كوبي، ولد في 23 نوفمبر 1887، وتوفي في 28 سبتمبر 1932. حزبياً، نشط في Liberal Party of Cuba ‏.